# Lê Thu Hà (chính khách)
Lê Thu Hà (sinh ngày 26 tháng 11 năm 1968) là một nữ chính trị gia người Việt Nam. Bà hiện là đại biểu Quốc hội Việt Nam khóa XV nhiệm kì 2021-2026, Phó Chủ nhiệm Ủy ban Đối ngoại của Quốc hội, Phó Chủ tịch Nhóm nghị sĩ hữu nghị Việt Nam - Hoa Kỳ, Phó Chủ tịch Nhóm Nghị sĩ hữu nghị Việt Nam - Nhật Bản (Đại biểu chuyên trách: Trung ương).
Bà lần đầu được trung ương giới thiệu ứng cử và đã trúng cử đại biểu Quốc hội năm 2016 ở đơn vị bầu cử số 1, tỉnh Lào Cai gồm có thành phố Lào Cai và các huyện: Bát Xát, Sa Pa, Văn Bàn.

## Xuất thân
Lê Thu Hà sinh ngày 26 tháng 11 năm 1968 quê quán ở xã Sơn An, huyện Hương Sơn, tỉnh Hà Tĩnh.
Bà hiện cư trú ở Số 10, ngõ 148 Trần Duy Hưng, phường Trung Hòa, quận Cầu Giấy, thành phố Hà Nội.

## Giáo dục
- Giáo dục phổ thông: 12/12
- Cử nhân Khoa học
- Thạc sĩ Quản lý Chính sách công (MPP)
- Cao cấp lí luận chính trị

## Sự nghiệp
Bà gia nhập Đảng Cộng sản Việt Nam vào ngày 2/5/2003.
Khi lần đầu được trung ương giới thiệu ứng cử đại biểu Quốc hội Việt Nam khóa XIV vào tháng 5 năm 2016 bà đang giữ chức Hàm Vụ trưởng Vụ Đối ngoại, Văn phòng Quốc hội Việt Nam, làm việc ở Vụ Đối ngoại, Văn phòng Quốc hội, có bằng cao cấp lí luận chính trị.
Bà đã trúng cử đại biểu quốc hội năm 2016 ở đơn vị bầu cử số 1, tỉnh Lào Cai gồm có thành phố Lào Cai và các huyện: Bát Xát, Sa Pa, Văn Bàn, được 180.399 phiếu, đạt tỷ lệ 80,39% số phiếu hợp lệ.
Bà hiện là Ủy viên Thường trực Ủy ban Đối ngoại của Quốc hội, Phó Chủ tịch Nhóm nghị sĩ hữu nghị Việt Nam - Hoa Kỳ (Đại biểu chuyên trách: Trung ương).
Bà đang làm việc ở Ủy ban Đối ngoại của Quốc hội.